# Сержант Слотер
Ро́берт Ри́мус (англ. Robert Remus, род. 27 августа 1948, Детройт, Мичиган), более известный под псевдонимом Сержа́нт Сло́тер (англ. Sgt. Slaughter) — бывший американский рестлер, в настоящее время работающий послом WWE.
С конца 1970-х до начала 1990-х годов он выступал в National Wrestling Alliance, American Wrestling Association, и World Wrestling Federation. Самым большим достижением в карьере Слотера был выигрыш титула чемпиона мира WWF в тяжелом весе в 1991 году. Член Зала славы WWE с 2004 года. Он известен своими тёмными очками, большой шляпой и униформой времен вьетнамской войны. В 1980-х годах появилась альтернативная версия Сержанта Слотера — персонаж появился в серии солдатиков G.I. Joe, а также в одноименном мультсериале и комиксах.
В то время как вымышленный персонаж Сержанта Слотера рассказывает историю бывшего морского пехотинца, который служил во Вьетнаме, Ремус ложно претендует на эти полномочия в своей реальной жизни. Фактически, сам Ремус никогда не был зачислен в корпус морской пехоты США и никогда не служил в какой-либо части вооруженных сил США.

## В рестлинге
- Коронные приёмы
  - Атомный лещ (англ. Atomic Noogie) — 1990
  - Верблюжий захват (англ. Camel clutch) — 1990—1991;
  - Захват кобры (англ. Cobra clutch)
- Любимые приёмы
  - Дроп на локоть (англ. Elbow drop)
  - Удар предплечьем (англ. Forearm smash)
  - Удушение передней рукой (англ. Forehand chop)
  - Гатбастер (англ. Gutbuster)
  - Обратный суплекс с броском (англ. Inverted suplex slam)
  - Дроп на колени (англ. Knee drop)
  - Удар боковой стороной колена (англ. Lateral knee strike)
  - Бросок-черпак (англ. Scoop slam)
  - Клоузлайн короткой рукой (англ. Short-arm clothesline)
  - Убийственная пушка или Пушка Слотера (англ. Slaughter Cannon) — Лариат (англ. Lariat)
  - Топтание (англ. Stomp)
  - Техасский пайлдайвер (англ. Texas Piledriver)
  - Удушение за горло (англ. Throat thrust)

## Титулы и награды
- American Wrestling Association
  - AWA America’s Championship (1 раз)
  - AWA British Empire Heavyweight Championship (1 раз)
- Central States Wrestling
  - NWA Central States Heavyweight Championship (3 раза)
- Maple Leaf Wrestling
  - NWA Canadian Heavyweight Championship (версия Toronto) (1 раз)
- Mid-Atlantic Championship Wrestling
  - Чемпион Соединённых Штатов NWA в тяжёлом весе (2 раза)
  - NWA World Tag Team Championship (Версия Mid-Atlantic) (1 раз) — с Доном Кернодлом
- National Wrestling Federation
  - NWF Americas Championship (1 раз)
- Northeast Championship Wrestling (Tom Janette)
  - NCW Heavyweight Championship (1 раз)
- NWA Tri-State
  - NWA United States Tag Team Championship (версия Tri-State) (1 раз) — Баком Робли
- Pro Wrestling Illustrated
  - Самый ненавистный рестлер года (1991)
  - Самый вдохновляющий рестлер года (1984)
  - № 36 в топ 500 рестлеров PWI 500 в 1991 году
  - № 34 в топ 500 рестлеров «PWI Years» в 2003 году
  - № 29 в топ 100 лучших команд «PWI Years» с Доном Кернодлом в 2003 году
- Зал славы и музей рестлинга
  - С 2016 года
- World Wrestling Federation/Entertainment
  - Чемпион мира WWF в тяжёлом весе (1 раз)
  - Зал славы WWE (2004)
- Wrestling Observer Newsletter
  - Матч года (1981)
  - Самый непрогрессирующий (1985)
  - Худшая вражда года (1985)
  - Самая отвратительная тактика продвижения (1991)
  - Худшая вражда года (1991) против Халка Хогана